# To Søstre
To Søstre er en dansk stum romantisk dramafilm fra 1912 produceret af Fotorama. Filmens instruktør er ukendt.
Filmen havde premiere i den 29. juli 1912 i Fotoramas egen biograf i Aarhus.

## Handling
En ung skuespillerinde, Alma, er forlovet med lægen Hermann, men Almas søster, skuespillerinden Emma, er ligeledes forelsket i samme læge uden at Alma ved det. Emma finder på at tage et fotografi af Alma under en teaterprøve med en mandlig skuespiller i en intim situation. Emma sender anonymt billedet til Hermann, der bliver trist over sin forlovedes tilsyneladende utroskab. Emma gør herefter alt for at smigre sig ind hos Hermann, der dog fortsat elsker Alma som før. En aften i teateret, hvor Hermann sidder på første række, ser han scenen opført, hvor Alma spiller den intime scene med den mandlige skuespiller, og Herman forstår, at der foreligger en mystifikition. Han beder Alma om forladelse, og Alma tilgiver ham og alt er godt, bortset fra Emma, der ærgrer sig over sit spilte arbejde og den lykke, der ikke er blevet hend forundt.

## Medvirkende
- Jenny Roelsgaard som Alma Kroyer, skuespillerinde
- Elisabeth Stub
- Aage Schmidt som Almas forlovede
- Adele Frederiksen som Emma Kroyer, skuespillerinde
- Hilmar Clausen Dr. Herman
- Carlo Wieth som Albert Grove, skuespiller